# Mistrzostwa Polski w Skokach Narciarskich 2020
94. Mistrzostwa Polski w Skokach Narciarskich 2020 – zawody mające na celu wyłonienie najlepszych skoczkiń narciarskich w Polsce. Zawody indywidualne kobiet zostały rozegrane w terminie 15 lutego na skoczni Skalite w Szczyrku.
Pierwotnie 26 grudnia 2019 r. planowano rozegrać zawody indywidualne mężczyzn na skoczni narciarskiej im. Adama Małysza w Wiśle. Zawody odwołano z powodu wysokich temperatur. Po raz pierwszy od 1945 roku, kiedy trwała w Polsce II wojna światowa, nie rozegrano żadnego mistrzowskiego konkursu panów o tytuł Mistrza Polski w skokach.
Tytułu mistrzowskiego pań broniła Joanna Szwab.

## Skocznie
| Zdjęcie | Nazwa skoczni | Miejscowość | K   | HS    | Rekord skoczni | Rekord skoczni | Rekord skoczni | Źr.   |
| Zdjęcie | Nazwa skoczni | Miejscowość | K   | HS    | Odległość      | Rekordzista    | Data           | Źr.   |
| ------- | ------------- | ----------- | --- | ----- | -------------- | -------------- | -------------- | ----- |
|         | Skalite       | Szczyrk     | K95 | HS104 | 75,5 m         | Kinga Rajda    | 13.03.2016     | [ 2 ] |

## Program zawodów
Źródło:
| Dzień     | Konkurencja          | Liczba uczestniczek |
| --------- | -------------------- | ------------------- |
| 15 lutego | Konkurs indywidualny | 12                  |

## Wyniki[4][5]
| M   | Zawodniczka         | Seria 1 | Seria 1 | Seria 2 | Seria 2 | Wynik punktowy |
| M   | Zawodniczka         | Skok    | Nota    | Skok    | Nota    | Wynik punktowy |
| --- | ------------------- | ------- | ------- | ------- | ------- | -------------- |
| 1.  | Kinga Rajda         | 96,0 m  | 110,5   | 92,0 m  | 103,5   | 214            |
| 1.  | Joanna Szwab        | 93,0 m  | 105,5   | 94,0 m  | 108,5   | 214            |
| 3.  | Anna Twardosz       | 91,5 m  | 103,5   | 91,0 m  | 101,5   | 205            |
| 4.  | Wiktoria Przybyła   | 78,0 m  | 71,5    | 78,0 m  | 72      | 143,5          |
| 5.  | Nicole Konderla     | 75,5 m  | 66      | 77,5 m  | 71,5    | 137,5          |
| 6.  | Sara Tajner         | 75,0 m  | 64,5    | 65,5 m  | 44,5    | 109            |
| 7.  | Magdalena Pałasz    | 72,0 m  | 60,5    | 65,5 m  | 44,5    | 105            |
| 8.  | Marcelina Bełtowska | 56,0 m  | 24,5    | 60,0 m  | 33,5    | 58             |
| 9.  | Wiktoria Polanowska | 57,0 m  | 25,5    | 56,0 m  | 23      | 48,5           |
| 10. | Róża Pawlikowska    | 54,0 m  | 18,5    | 50,0 m  | 9,5     | 28             |
|     | Katarzyna Harsche   | DNS     | DNS     | DNS     | DNS     | DNS            |
|     | Anna Żądło          | DNS     | DNS     | DNS     | DNS     | DNS            |